# John Dalrymple (10e comte de Stair)
Pour les articles homonymes, voir John Dalrymple.
John Hamilton Dalrymple, 10e comte de Stair (1er avril 1819 - 3 décembre 1903), titré vicomte Dalrymple de 1853 à 1864, est un pair et homme politique écossais, qui est gouverneur de la Bank of Scotland pendant trente-trois ans.

## Biographie

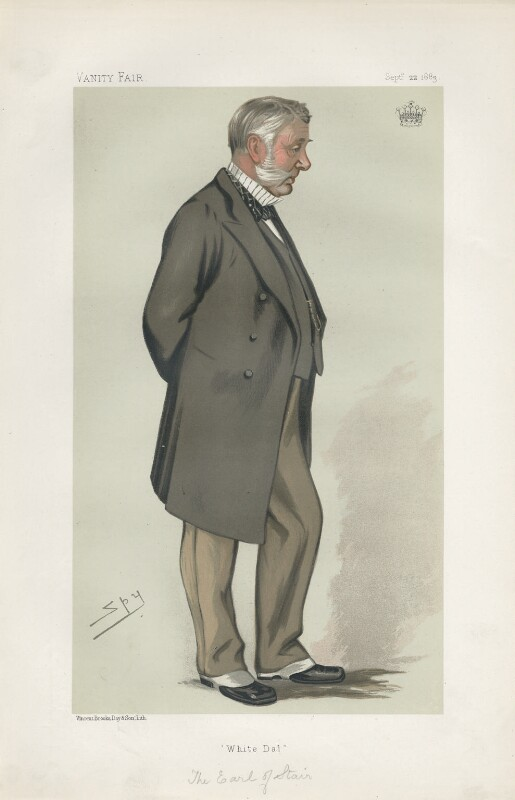
"Dal blanc" Le comte de Stair caricaturé par Spy (Leslie Ward) dans Vanity Fair, septembre 1883

Il est le fils aîné de North Dalrymple, 9e comte de Stair, et épouse Louisa-Jane-Henrietta-Emily, fille aînée du 3e duc de Coigny, en 1846. Ils ont 6 enfants :
- John Dalrymple (11e comte de Stair) (1848-1914) ;
- Jane Georgina Dalrymple (1850 - 8 juin 1914; jumelle), épouse Arthur Vivian ;
- Anne Henrietta Dalrymple (1850 - 18 février 1899; jumelle), mariée au major-général William Vesey Brownlow[2] ;
- North de Coigny Dalrymple-Hamilton (31 octobre 1853 - 9 novembre 1906), épouse Marcia Liddell et a Frederick Dalrymple-Hamilton ;
- Hew Hamilton Dalrymple (27 septembre 1857 - 11 juillet 1945), célibataire et sans descendance[2],[3] ;
- Robert McGill Dalrymple (né en 1862), vicaire de l'église Saint-Étienne, Sneinton, Nottingham.

Il représente le Wigtownshire au Parlement de 1841 à 1856. Il devient comte de Stair à la mort de son père en 1864 et est Lord-lieutenant du Ayrshire de 1870 à 1897. De 1870 à 1903, il est gouverneur de la Bank of Scotland. Après sa proposition en 1877, il s'oppose avec succès à l'extension vers le sud jusqu'à Drummore du Portpatrick and Wigtownshire Joint Railway. Il est également Lord High Commissioner de l'Église d'Écosse de 1869 à 1871. Entre 1896 et 1902, il est président de l'organisme de conservation d'Édimbourg, la Cockburn Association.